# Gérard Souzay
 (mars 2012).
Si vous disposez d'ouvrages ou d'articles de référence ou si vous connaissez des sites web de qualité traitant du thème abordé ici, merci de compléter l'article en donnant les références utiles à sa vérifiabilité et en les liant à la section « Notes et références ».
Gérard Souzay (né Gérard Marcel Eugène Tisserand le 8 décembre 1918 à Angers, Maine-et-Loire, et mort le 17 août 2004 à Antibes, Alpes-Maritimes) est un chanteur classique (baryton) français.
Il est considéré comme un excellent interprète de mélodies reprenant le flambeau de Charles Panzéra et Pierre Bernac.

## Biographie
D'une famille musicienne angevine, Gérard Souzay grandit à Chinon (il prendra plus tard son nom d'artiste d'un village des bords de Loire). Ses parents se sont rencontrés à la première représentation de Pelléas et Mélisande en 1902. Après ses classes au collège Rabelais à Chinon, il entre à la Sorbonne à Paris pour étudier la philosophie et y rencontre Pierre Bernac, qui décèle ses dons vocaux et l'encourage à étudier le chant.
Souzay entre au Conservatoire de Paris en 1940, étudiant avec Claire Croiza et Jean-Émile Vanni-Marcoux. Il commence à chanter comme ténor mais en 1943, sur les conseils du chanteur lyrique Henri Etcheverry, il devient baryton. Il s'essaye aussi à la composition et en 1942, trois de ses adaptations de poèmes de Paul Valéry sont données en concert par Pierre Bernac. Après avoir obtenu un prix de chant et un prix de vocalise, il continue à développer sa voix sous la conduite de Bernac, quoique tenant à se différencier par des méthodes et des idées plus récentes sur la prononciation[réf. nécessaire]. Attentif à ne pas se cantonner au répertoire français, il étudie le lied, particulièrement Schubert et Schumann, sous la conduite de Lotte Lehmann.
Il donne ses premières représentations publiques en 1945 : des récitals et des concerts dont le Requiem de Fauré à l'occasion du centenaire du compositeur au Royal Albert Hall à Londres. Il acquiert rapidement une renommée internationale pour le récital, d'abord accompagné par Jacqueline Bonneau, sa condisciple au Conservatoire de Paris, mais comme elle est réticente à voyager, il s'associe étroitement dès 1954 avec le pianiste américain Dalton Baldwin, association qui perdure jusqu'à la fin de sa carrière.
Amateur de mélodies et de chansons populaires, Gérard Souzay est vite amené à chanter dans 13 langues différentes dont l'hébreu, le portugais et le russe. Cependant, il ne maîtrisait pas lui-même toutes ces langues (il avouait ne parler que français, anglais et allemand en sus de quelques rudiments d'italien ou d'espagnol), d'où certaines imprécisions de prononciation. Dans la musique contemporaine, il se produit dans La Danse des morts d'Arthur Honegger et à la première du Canticum Sacrum d’Igor Stravinsky. Le compositeur Jacques Leguerney (1906-1997) écrit de nombreuses mélodies pour Souzay et sa sœur, la soprano Geneviève Touraine, qui avait créé en 1942 les Fiançailles pour rire de Francis Poulenc (leurs deux frères ont également été chanteurs).
Sa carrière lyrique commence en 1947 avec l'opéra-bouffe Il matrimonio segreto de Domenico Cimarosa au festival d'Aix-en-Provence mais ne prendra jamais le pas sur les récitals. Dans les années 1950, il chante notamment les rôles-titres de L'Orfeo de Claudio Monteverdi et de Don Giovanni de Mozart ainsi qu'Almaviva dans Les Noces de Figaro, Lescaut dans Manon de Jules Massenet, Méphistophélès dans La Damnation de Faust d'Hector Berlioz et surtout Golaud dans Pelléas et Mélisande de Claude Debussy.
Il fait ses adieux à la scène à la fin des années 1980 et consacre les dernières années de sa vie à enseigner aux États-Unis, en Europe et au Japon. Il travaille principalement le phrasé et l'interprétation du chant plutôt que la diction française.
Il est également passionné de peinture abstraite et publie en 1983 un livre, Sur mon chemin, dans lequel une sélection de ses peintures est accompagnée par de commentaires sur l'art et la vie. Il meurt dans sa maison d'Antibes le 17 août 2004, et est inhumé au cimetière des Semboules de cette même commune.

## Caractéristiques vocales
Conscient de l'importance des mots qu'il prononce, Gérard Souzay insiste grandement sur les sonorités des consonnes, tout en gardant une bonne souplesse de diction. La précision de son phrasé s'accorde avec un tempo assez lent pour l'enregistrement qu'il propose de la mélodie française. Un exemple frappant de ce phénomène est son interprétation de la mélodie Après un rêve de Fauré. Contrairement à d'autres chanteurs lyriques, qui préfèrent insister sur la fougue et l'émoi du rêveur, Souzay fait surtout ressentir l'utopie, l'illusion du rêve qui s'enfuit.
S'il est baryton Martin, Souzay n'en possède cependant pas la voix caractéristique. Son timbre chaud et sombre le rattacherait plutôt à une voix de baryton plus grave, comme la voix de baryton dramatique. Ainsi, il interprète brillamment le rôle de Golaud dans le Pélléas et Mélisande de Debussy, rôle normalement attribué à une voix de baryton-basse. Néanmoins, son étendue vocale et ses aigus claironnants le rattachent sans contredit à la voix de baryton Martin.

## Enregistrements
Les premiers enregistrements de Gérard Souzay datent de 1944 avec les sopranos Germaine Lubin et Geneviève Touraine (ce furent presque les seuls duos qu'il enregistra, à part les derniers avec Elly Ameling). Il enregistre pour le label La Boîte à musique avant de signer avec Decca. Il enregistre par la suite pour Philips et EMI. Une discographie complète a été publiée en 1991, listant plus de 750 titres.
Souzay a remporté à trois reprises le grand prix du disque, dont un prix pour son enregistrement des mélodies de Maurice Ravel. Il a également participé aux intégrales des mélodies de Fauré et de Poulenc.
Un grand nombre de ses premiers enregistrements (early recordings) ont été réédités, bien que Souzay les ait désavoués et ait cherché à interdire leur retransmission à la radio, leur préférant des enregistrements plus tardifs.

### CD
- Airs d'opéras, avec l'English Chamber Orchestra, Raymond Leppard (dir.), Rameau, Lully, Haendel - Decca report Philips 1 CD
- Airs d'opéras, avec l'Orchestre des Concerts Lamoureux, Serge Baudo (dir.), Monteverdi, Haëndel, Gluck, Mozart, Bizet, Massenet, Meyerbeer, Thomas, Gounod  - Philips The Early Years 1CD
- Hector berlioz, L'enfance du Christ, (rôle de Joseph), New England Conservatory Chorus, Boston Symphony Orchestra, dir. Charles Munch RCA Victor 1957 report 2 CD Sony classical 2019.
- Extraits d'opéras de Bizet, Gounod, Haendel, Lully, Monteverdi, Mozart, Rameau, etc.Ludwig van Beethoven, An die ferne Geliebte suivi de Robert Schumann, Dichterliebe et Liederkreis et de 10 lieder de Johannes Brahms, avec Dalton Baldwin (piano) - Philips The Early Years 2CD
- Ernest Chausson, Poème de l'amour et de la mer, op.19, avec l'orchestre de chambre de la Radio-télévision belge, suivi de 12 mélodies d'Henri Duparc, avec Dalton Baldwin (piano) - Testament 1CD
- Claude Debussy, Mélodies, avec Elly Ameling, Mady Mesplé, Michèle Command, Frederica von Stade et Dalton Baldwin (piano) - EMI Classics 3CD
- Gabriel Fauré, La Bonne Chanson, avec Dalton Baldwin (piano) - Philips 1CD
- Gabriel Fauré, Intégrale des mélodies, avec Elly Ameling et Dalton Baldwin (piano) - EMI Classics 4CD
- Francis Poulenc, Intégrale des mélodies, avec Elly Ameling, Nicolaï Gedda, William Parker, Michel Sénéchal et Dalton Baldwin (piano) - EMI Classics 4CD
- Mélodies françaises, avec Dalton Baldwin (piano), Gabriel Fauré, Maurice Ravel, Henri Duparc, Francis Poulenc, Charles Gounod, Emmanuel Chabrier, Georges Bizet, César Franck, Albert Roussel, Jacques Leguerney, Reynaldo Hahn, Philips The Early Years 4CD
- Franz Schubert, Lieder, avec Jacqueline Bonneau et Dalton Baldwin (piano) - Testament 1CD
- Franz Schubert, Die schöne Müllerin, Winterreise, Schwanengesang plus 29 autres lieder, avec Dalton Baldwin (piano) - Philips Classics The Early Years 4CD
- Hugo Wolf, Italienisches Liederbuch plus 17 lieder de Richard Strauss, avec Elly Ameling et Dalton Baldwin (piano) - Philips The Early Years 2CD
- Quatre Cantates Françaises, Campra, Rameau, Courbois, Bodin de Boismortier, avec l’Orchestre de Chambre Jean-François Paillard - Erato 1966 report 1 CD Erato 2022

### DVD
- The Art of Gérard Souzay (vol 1), avec l'orchestre de Radio-Canada, Roland Leduc et Jean Beaudet (dir.) et Dalton Baldwin (piano), Lully, Debussy, Ravel, Rameau, Mozart, Schubert, Berlioz, Gounod, Duparc, Fauré, Gluck, Canteloube - 1DVD VAI 2005.
- The Art of Gérard Souzay, (vol 2) avec L'Orchestre de Radio Canada, Jean Deslauriers, dir. Dalton Baldwin, (piano), Fauré, Duparc, Debussy, Strauss, Lully, Shubert -             Télédiffusions du 3 février 1955 et du 3 mars 1966. 1 DVD VAI 2007.

## Critiques
Dans les années 1950, le style de Souzay devint la cible d'un ensemble de critiques après avoir été cité par Roland Barthes dans son essai Mythologies pour illustrer l'analyse sémiologique. Barthes, qui qualifiait d'ailleurs Souzay d'« excellent baryton », écrivait : 
« ... ayant, par exemple, à chanter une “tristesse affreuse”, il ne se contente ni du simple contenu sémantique de ces mots, ni de la ligne musicale qui les soutient : il lui faut encore dramatiser la phonétique de l'affreux, suspendre puis faire exploser la double fricative, déchaîner le malheur dans l'épaisseur même des lettres; nul ne peut ignorer qu'il s'agit là d'affres particulièrement terribles. Malheureusement, ce pléonasme d'intentions étouffe et le mot et la musique, et principalement leur jonction, qui est l'objet même de l'art vocal. »
« Il faut d'ailleurs rappeler ici que l'esprit mélodramatique, dont relève l'interprétation de Gérard Souzay, est précisément l'une des acquisitions historiques de la bourgeoisie : on retrouve cette même surcharge d'intentions dans l'art de nos acteurs traditionnels, qui sont, on le sait, des acteurs formés par la bourgeoisie et pour elle. »
Quelques années plus tard, Barthes fit des critiques semblables à l'encontre du baryton Dietrich Fischer-Dieskau.